# Шієуц
Шієуц (рум. Șieuț) — село у повіті Бистриця-Несеуд в Румунії. Адміністративний центр комуни Шієуц.
Село розташоване на відстані 303 км на північ від Бухареста, 20 км на південний схід від Бистриці, 82 км на схід від Клуж-Напоки.

## Населення
За даними перепису населення 2002 року у селі проживали 829 осіб. Рідною мовою 827 осіб (99,8%) назвали румунську.
Національний склад населення села:
| Національність | Кількість осіб | Відсоток |
| -------------- | -------------- | -------- |
| румуни         | 772            | 93,1%    |
| цигани         | 57             | 6,9%     |